# Willem Boers
Willem Cornelis Boers (1744-1803) fut un avocat néerlandais originaire de La Haye qui envoyé au Cap, eut dans cette colonie d'importantes charges fiscales, judiciaires et financières. Il reçut très aimablement l'explorateur François Levaillant à son arrivée au Cap le 14 avril 1781. Intéressé par l'histoire naturelle, il avait commencé à constituer un cabinet de curiosités. Sa maison, située 78 Buitenkant Street,  fut construite en 1777. Elle est devenue une galerie : Rust en  Vreugd Gallery, qui expose les œuvres sur papier de la collection William Fehr.